# Caboteur

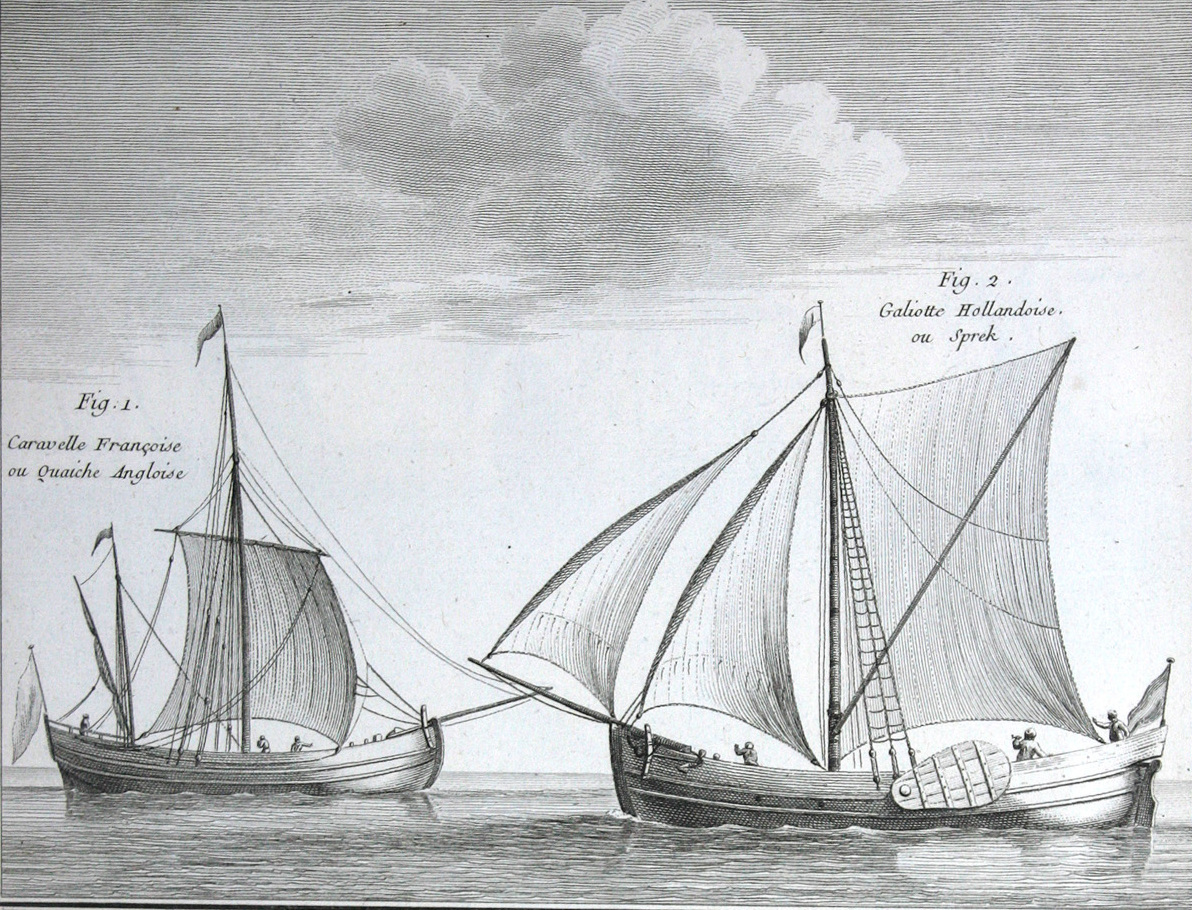
Les galiotes (à droite) était des voiliers de cabotage utilisé en Europe à partir du XVIe siècle.

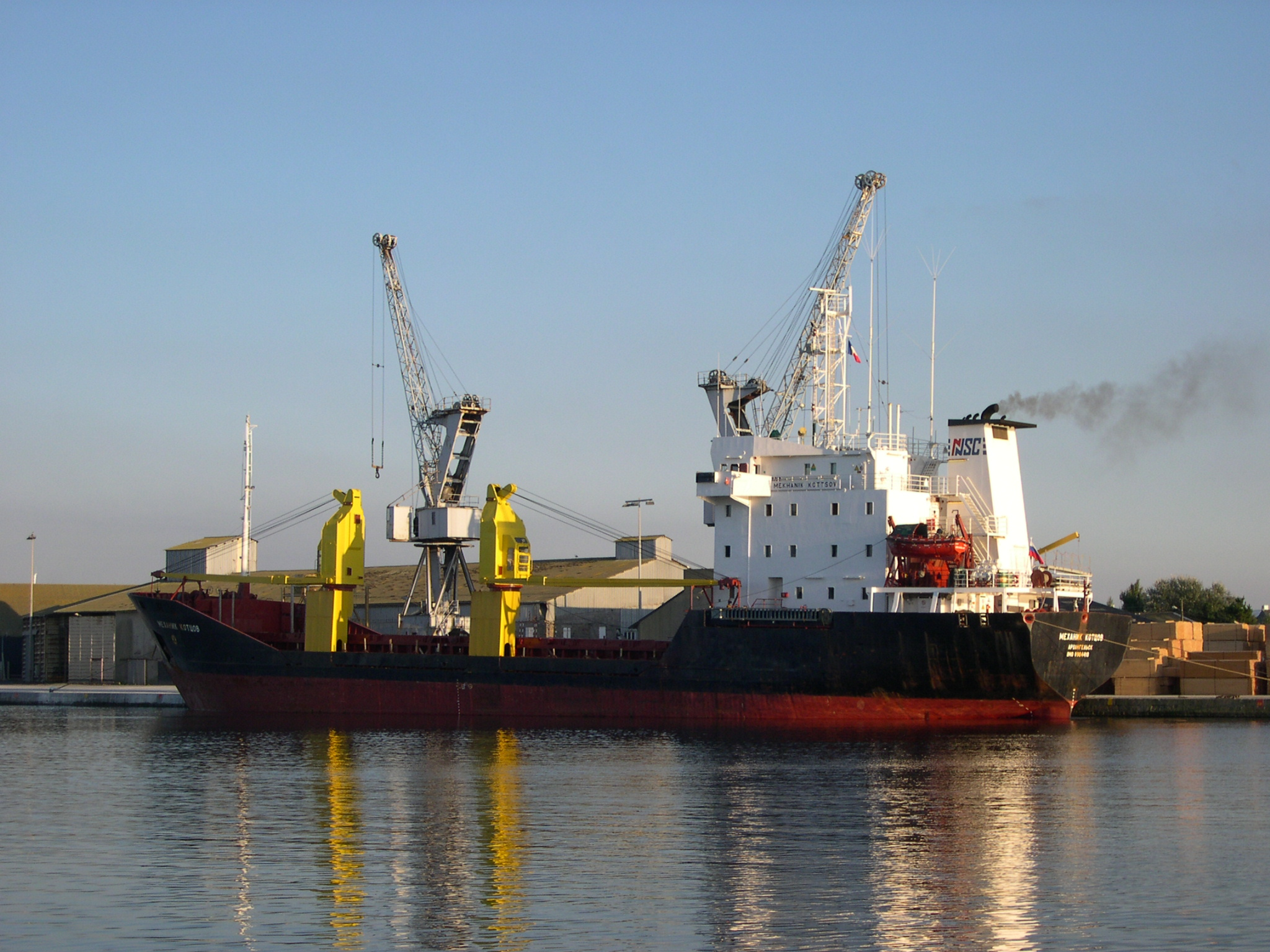
Caboteur moderne à quai dans le bassin Duguay-Trouin (S Malo).

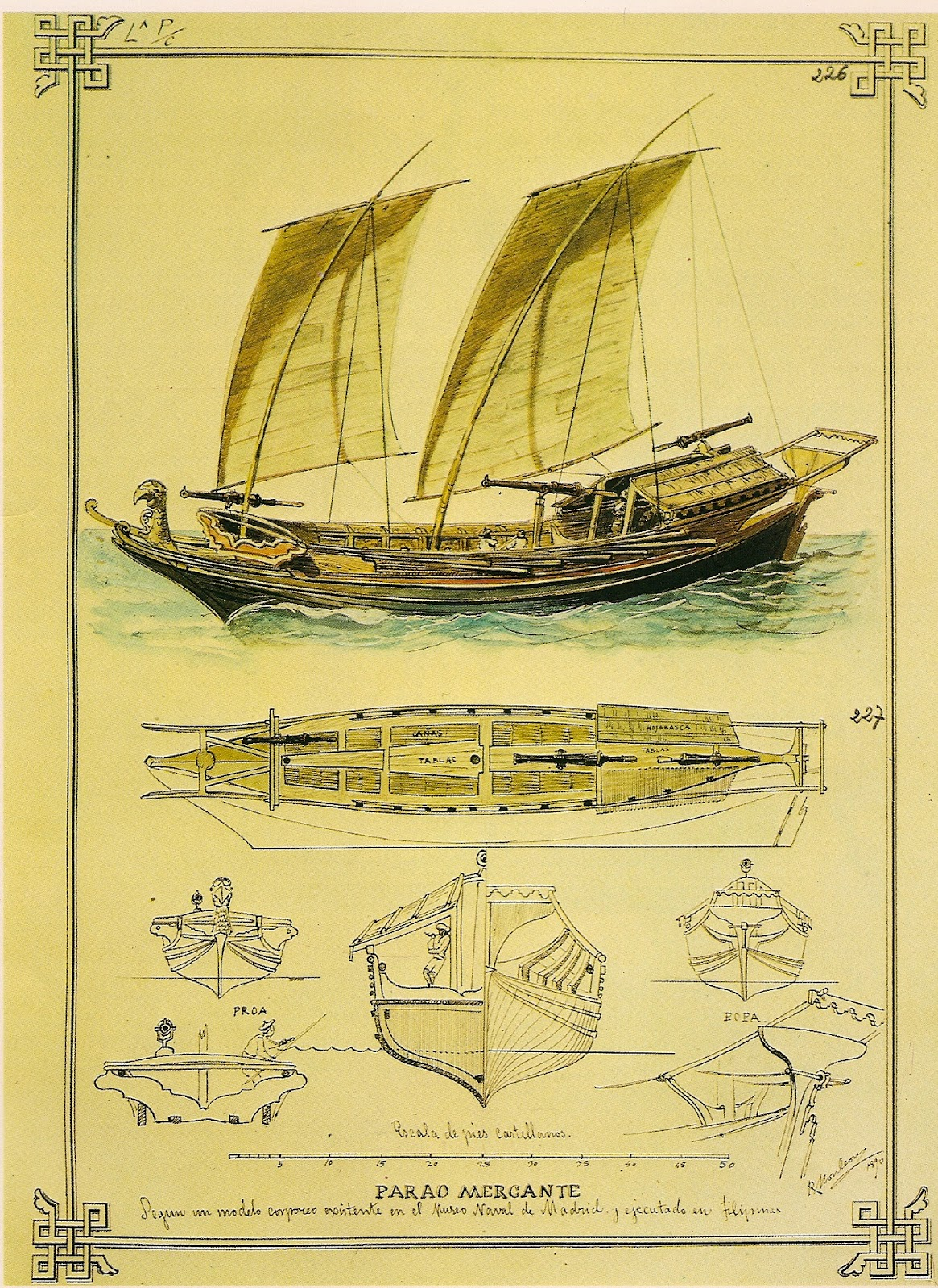
Balanguay philippin.

Un caboteur désigne à la fois un navire ou un marin effectuant une navigation de cabotage sur une courte distance, le long des côtes (pour l'acheminement de marchandises ou de passagers).
Ce terme s'oppose à un navire effectuant une navigation au long cours sur de longues distances loin des côtes et traversées intercontinentales. Le cabotage peut être national ou international, sans limite de distances, tandis qu'un navire de commerce de moins de 100 tonneaux effectuant des déplacements de moins de 65 miles (105 km environ) est un navire effectuant une navigation de bornage,.

## Étymologie
L'origine des mots cabotage et caboteur est incertaine ; elle pourrait venir :
- soit de l'espagnol cabo : cap attesté au XVIIe siècle, la transformation de p en b étant fréquente dans l'évolution d'une langue (toutefois l'apparition du terme est antérieure[5] ;
- soit du nom des navigateurs des XVe et XVIe siècles Jean Cabot et Sébastien Cabot, correspondant chronologiquement à l'apparition du terme[5].

## Description

### Marine à voile
Dans la marine traditionnelle à voiles, les caboteurs constituaient des navires de taille modeste (entre 25 et 130 tonnes de jauge brute), gréés en sloop, lougre, brick, goélette franche, en goélette à hunier. Ailleurs dans le monde, d'autres formes de caboteurs dérivent des techniques de construction locales comme les jonques, balanguay ou boutres.
Les navires en bois, parfois soumis à des marées devaient être d'une solidité importante pour pouvoir résister aux échouages fréquents dans les ports à marée où ils étaient à sec lors des basses mers avec de lourds chargements à bord, tandis que les longs-courriers demeurant toujours à flot n'avaient pas cette contrainte.
Les caboteurs traditionnels armés au cabotage et par extension leurs capitaines étaient surnommés écraseurs de crabes car ils avaient tendance à emprunter des "raccourcis" proches des côtes pour gagner une marée. 

### Marine moderne

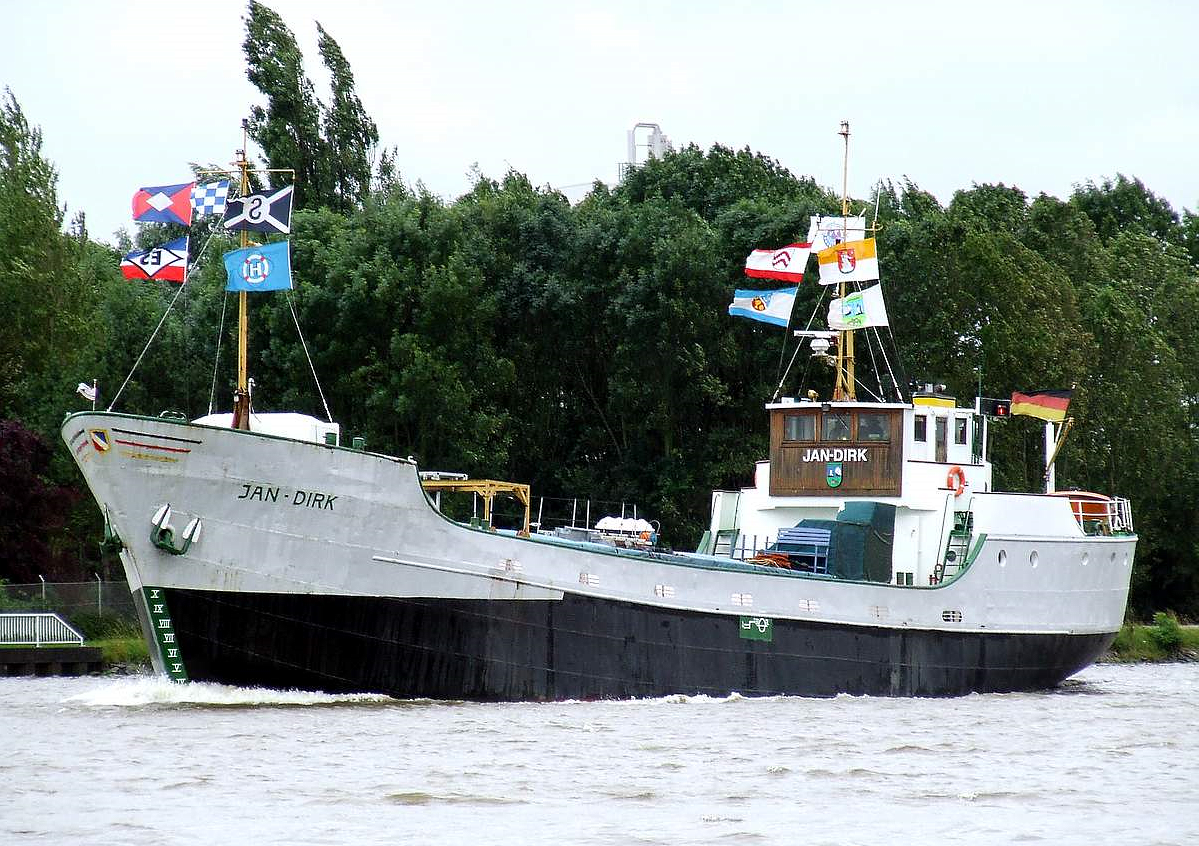
Le caboteur côtier Jan-Dirk sur le canal de Kiel.

Le terme s'applique toujours pour désigner un navire ou un marin effectuant une navigation de cabotage. Il existe plusieurs types de cabotage selon la longueur des trajets :
- bornage : navigation de moins de 65 miles (105 km environ) pour des navires de moins de 100 tonneaux[3],[4] ;
- petit cabotage : navigation entre les ports d'un même pays et d'une même façade maritime ;
- grand cabotage : navigation d'une mer à une autre au sein d'un même pays ;
- cabotage international : navigation entre des ports de pays différents appartenant à une même façade continentale[7].

#### Caboteur fluvio-maritime
Un caboteur fluvio-maritime est un type de petit navire dont les caractéristiques de tirant d'eau et tirant d'air lui permettent aussi bien d'affronter les océans que de remonter profondément à l'intérieur des terres par fleuves et canaux à grand gabarit mais de relativement faibles tirants d'eau.
Les contraintes strictes de navigation en fleuve leur imposent la double coque. Ils sont généralement de type box shape (cale unique parallélépipédique). Les écoutilles (panneaux de couverture), de la largeur de la cale, sont composées soit de 4 panneaux se repliant à l'aide de vérins, soit de 8 panneaux, l'ouverture se faisant alors par levage et translation.

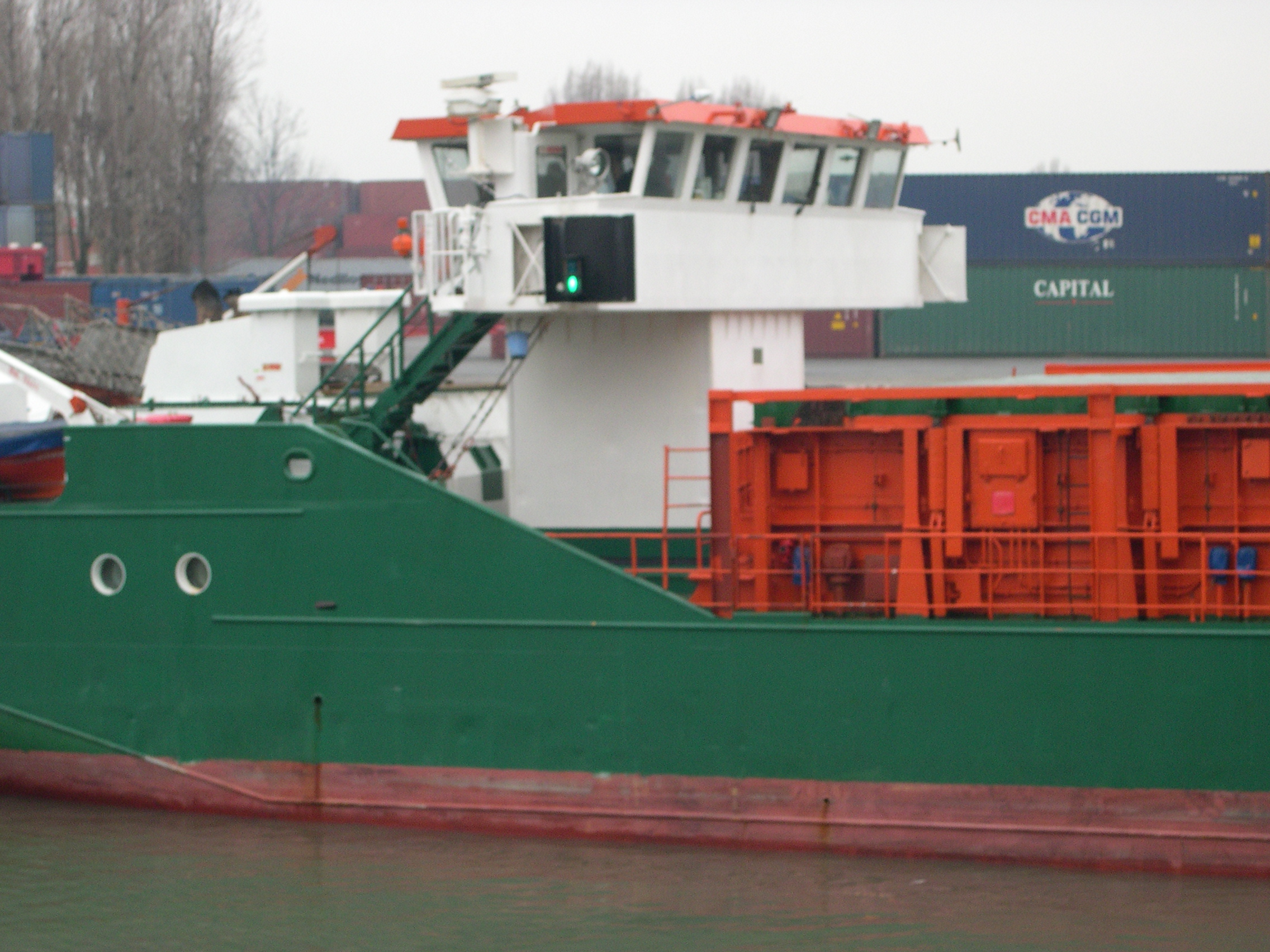
La passerelle télescopique.

La passerelle est généralement montée sur une base télescopique afin de permettre le passage sous des ponts de hauteur classique. Les divers mâts ainsi que les antennes sont montés sur des axes permettant leur basculement à l'aide de vérins. Ainsi, des villes comme Paris ou Lyon sont accessibles à des cargos de 2 000 tonnes de charge.
Lors des manœuvres, la passerelle est en position haute offrant une très bonne visibilité. En navigation elle est en position basse et la vision qu'elle permet est bien moindre.
En mer, ces bateaux de petite taille à la motorisation souvent limitée souffrent beaucoup et fatiguent leur équipage. Ils circulent en cabotage, le long des côtes européennes, mais souvent ils peuvent faire des parcours de plusieurs jours dans des mers très difficiles. Ils sont alors très malmenés.
L'équipage est composé de 6 (l'extrême minimum, mais souvent la règle) à 8 marins, encadrement compris.
Soit : 1 capitaine, 1 second-capitaine, 1 chef mécanicien, les hommes d'équipage.
Dans la zone Europe, les équipages sont souvent polonais, ukrainiens ou russes, quelquefois cosmopolites. Peu parlent l'anglais (hors encadrement). Les temps de travail sont très élevés avec des journées qui vont jusqu'à 18 heures pour l'encadrement. Souvent l'officier de quart est seul en passerelle dans des conditions de mer difficile et les très courts temps passés dans les ports ne permettent pas de repos réel. Les campagnes de navigation peuvent durer 6 mois sans retour dans les familles.
Ces conditions de travail créent des risques d'accidents, souvent liés à un défaut de vigilance pour cause de fatigue ou d'absorption par des tâches administratives durant les quarts.
Les fluvio-maritimes opérant en zone Europe sont souvent immatriculés aux Caraïbes, mais aussi dans les pays d'Europe du Nord, voire le Luxembourg. Ils ont la particularité de changer assez souvent de nom et d'armement. Leurs propriétaires leur demandent un rendement maximum incompatible avec une gestion « honorable » du personnel.
Ces navires sont au transport maritime ce que sont les semi-remorques affrétés de 40 tonnes au transport terrestre. Ils opèrent souvent en tramping (affrètement au lot complet pour compte de chargeur), chargeant n'importe quel type de marchandise, vrac solide ou marchandises générales, en cale mais parfois aussi en pontée, sur des parcours relativement courts.

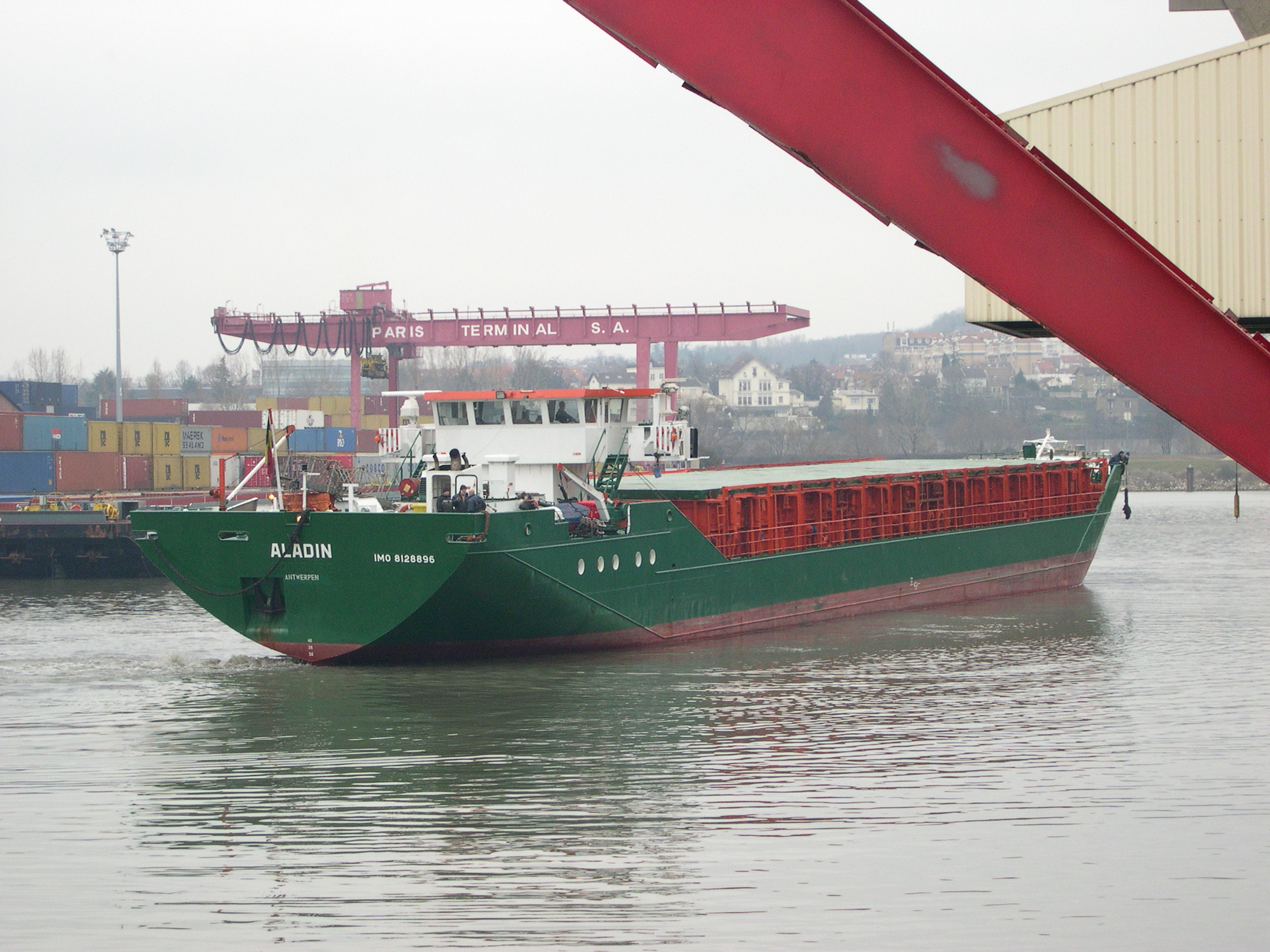
Caboteur fluvio-maritime à l'accostage à Gennevilliers.